# Gebildbrot

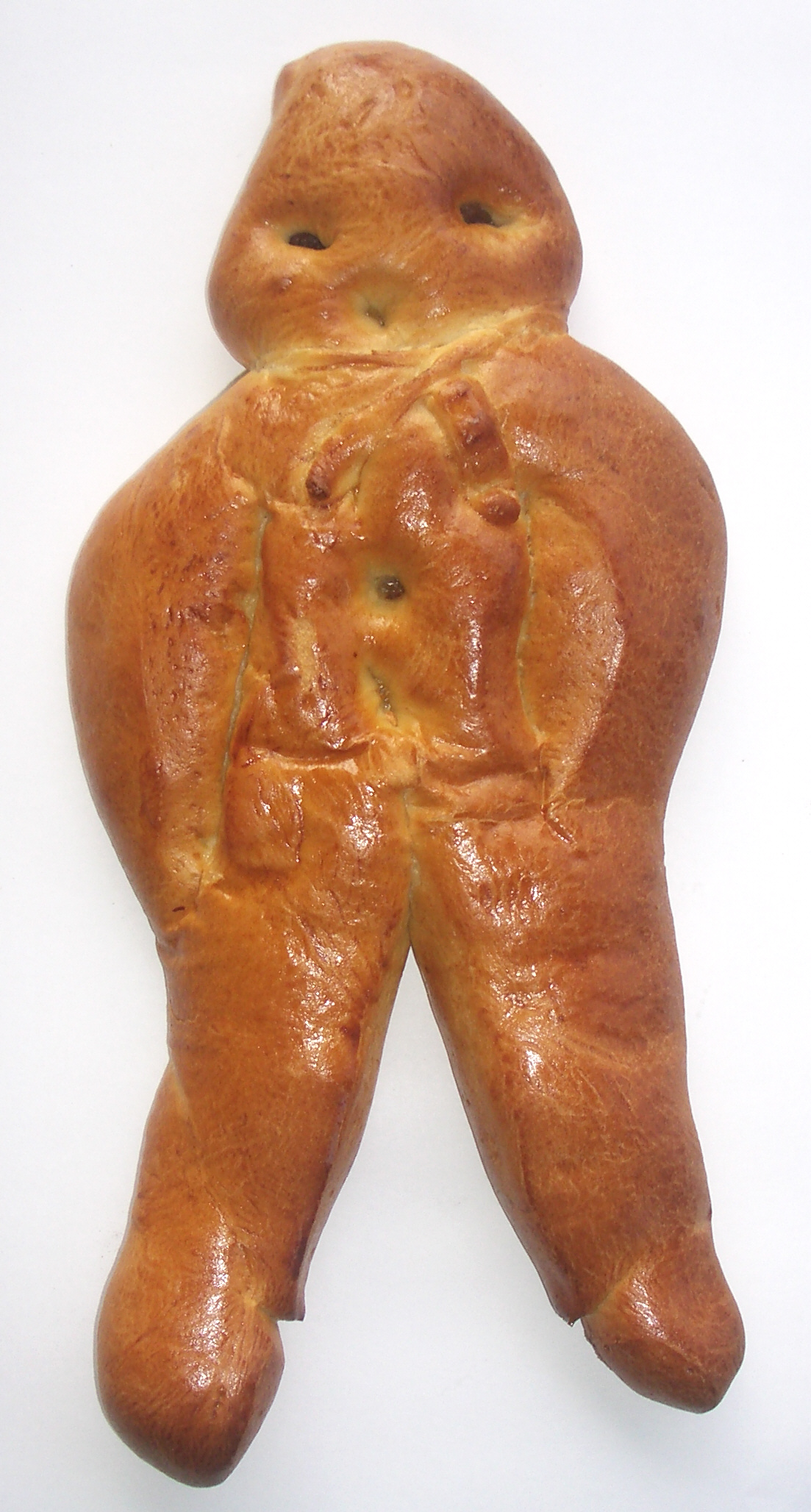
„Klausenmann“ (heiliger Nikolaus) aus Oberschwaben

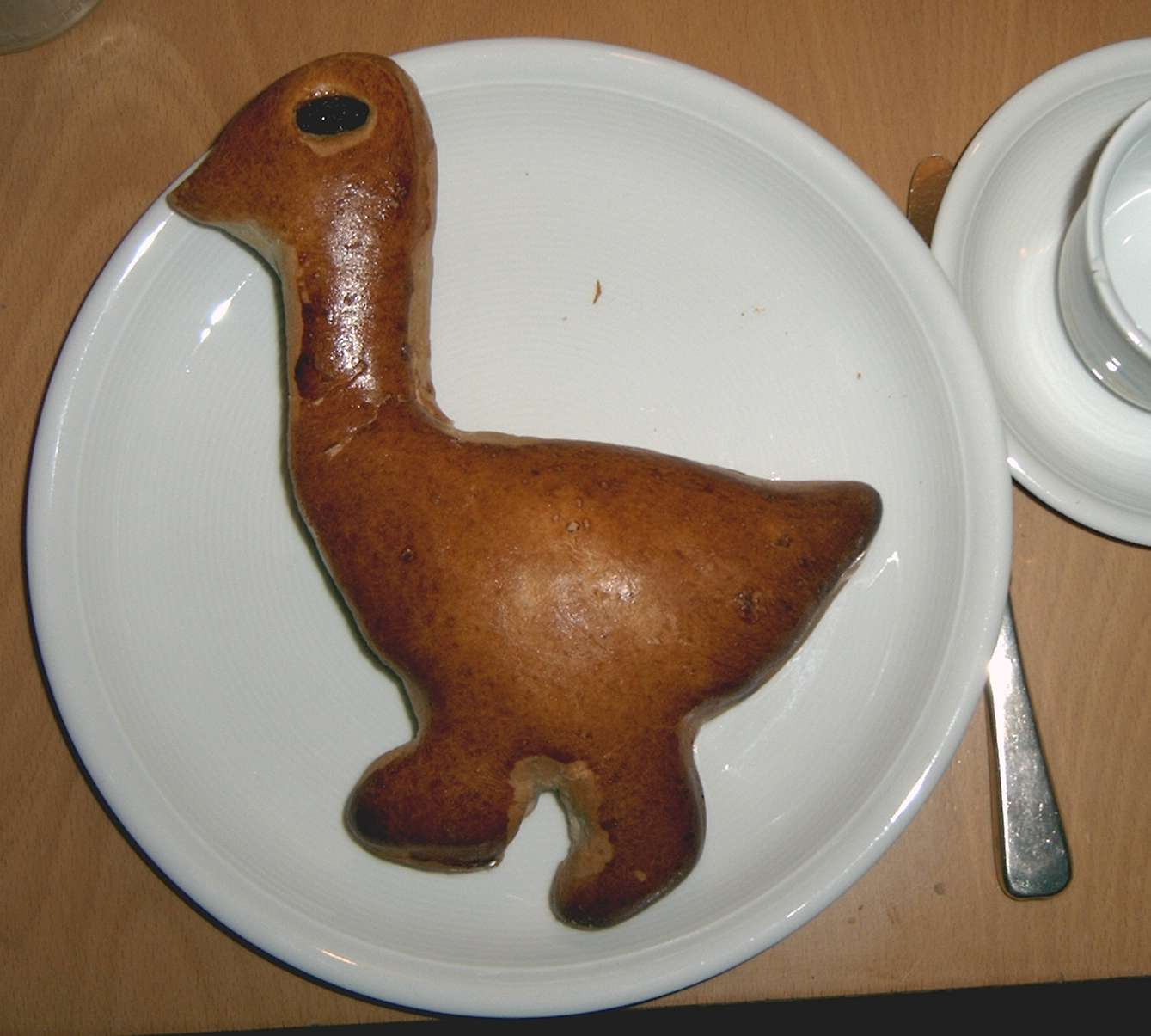
Martinsgans als Hefeteiggebildbrot

Gebildbrot, auch Gebildebrot, Sinn- oder Bildergebäck ist ein Brot oder Gebäck in Form von figürlichen Darstellungen, wie beispielsweise Mensch, Hase, Vogel und andere, oder kunstvolle Teigflechtungen. Es sind Gebäcke, die zu Festen des Kirchen- oder des Bauernjahres in bestimmten Formen hergestellt und verzehrt werden.
Gebildbrot wird an den Tagen verschenkt und gegessen, die zu dem versinnbildlichten oder dem kalendarischen Anlass in Beziehung stehen.

## Geschichte

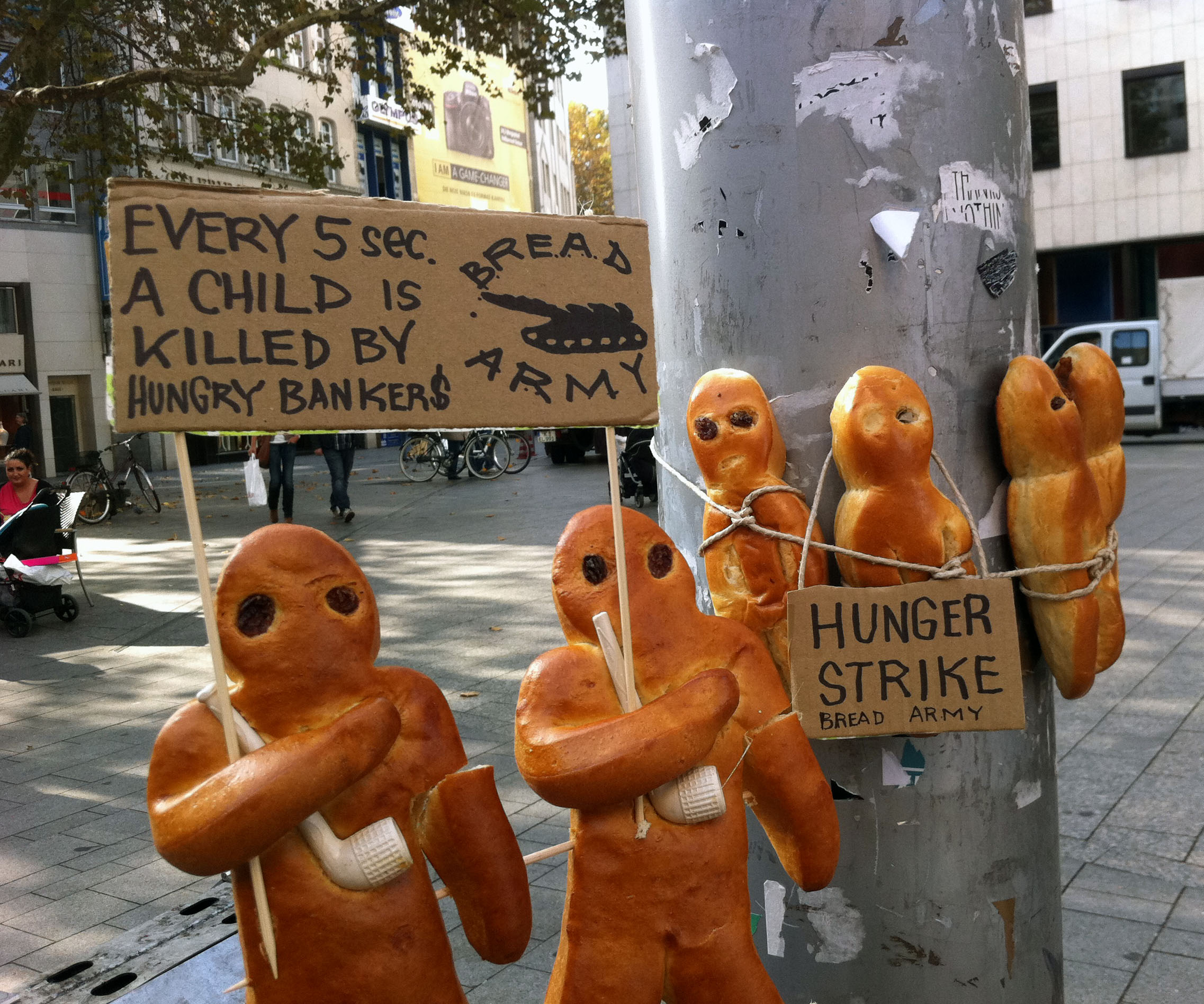
Hungerstreik der Brote Armee Fraktion in Köln (Oktober 2012)

Es handelt sich um Gebäck, das zu bestimmten Anlässen – meist aus Hefeteig – frei mit der Hand geformt (gebildet) und nicht in einem Model oder in einer Backform hergestellt wird.
Den Begriff Gebildbrot prägte der Historiker und Volkskundler Ernst Ludwig Rochholz (1809–1892). In frühen Formen des Leichenschmauses wurden mit Gewürzen bestreute Gebildebrote bei Begräbnissen verzehrt, um böse Geister abzuwehren.
Schon das 1974 erschienene Wörterbuch der deutschen Volkskunde zeigt sich gegenüber solchen Meinungen der „Populärmythologen des 19. Jahrhunderts“ kritisch, obwohl es diese ausführlich referiert. Eher müsse mit dem „persönlichen Bildnertrieb des Herstellers und mit Bäckerlaunen“ oder den Erfordernissen des Backvorgangs (Durchlöcherung, Aufspaltung) gerechnet werden.
Die meisten Brauchgebäcke bestehen aus Hefeteig, der seit dem 15. Jahrhundert nachweisbar ist. Um 1700 gab es Hefezüchtungen, die aber in erster Linie auf die Erfordernisse der Bierbrauer und Schnapsbrenner zielten und für die Bäcker wenig geeignet waren. Erst im 19. Jahrhundert stand durch neue Brauerei-Techniken ausreichend Backhefe zur Verfügung. Allein daraus führen sich die vorchristlich-kultischen Theorien ad absurdum.
Ernst Burgstaller (1906–2000) listete für den Österreichischen Volkskundeatlas die folgenden Brauchgebäcke auf:
- Fastenzeit: Fastenbreze, Palmbreze – die Bezeichnung Brezel (von lat. bracellum) soll an die mönchische Gebetshaltung der verschränkten Arme erinnern
- Ostern: Osterfleck, Osterstriezel, Osterkipfel, Osterbreze, Osterweihbrote
- Allerseelen: Allerseelenstriezel, Allerseelenzopf, Seele
- Weihnachten: Kletzenbrot
- Weiteres Gebäck in Form von Hirschen (zu Allerseelen, Nikolaus, Weihnachten, Ostern und Pfingsten), Hähnen und Hennen.

Der Karawai ist das althergebrachte Brot, das beim traditionellen Erntefest in Belarus angebrochen wird, nachdem die Frauen mit einer Sichel die ersten Getreidehalme geschnitten haben.
Der Künstler Hermann Josef Hack nutzt Gebildbrote in seinen sogenannten Weckmanndemos der Brote Armee Fraktion, indem er die Weckmannfiguren mit sozialpolitischen Botschaften in Szene setzt.

## Bekannte Gebildbrote
- Brezel in vielen Ausführungen
- Zopf (z. B. als Hefezopf)

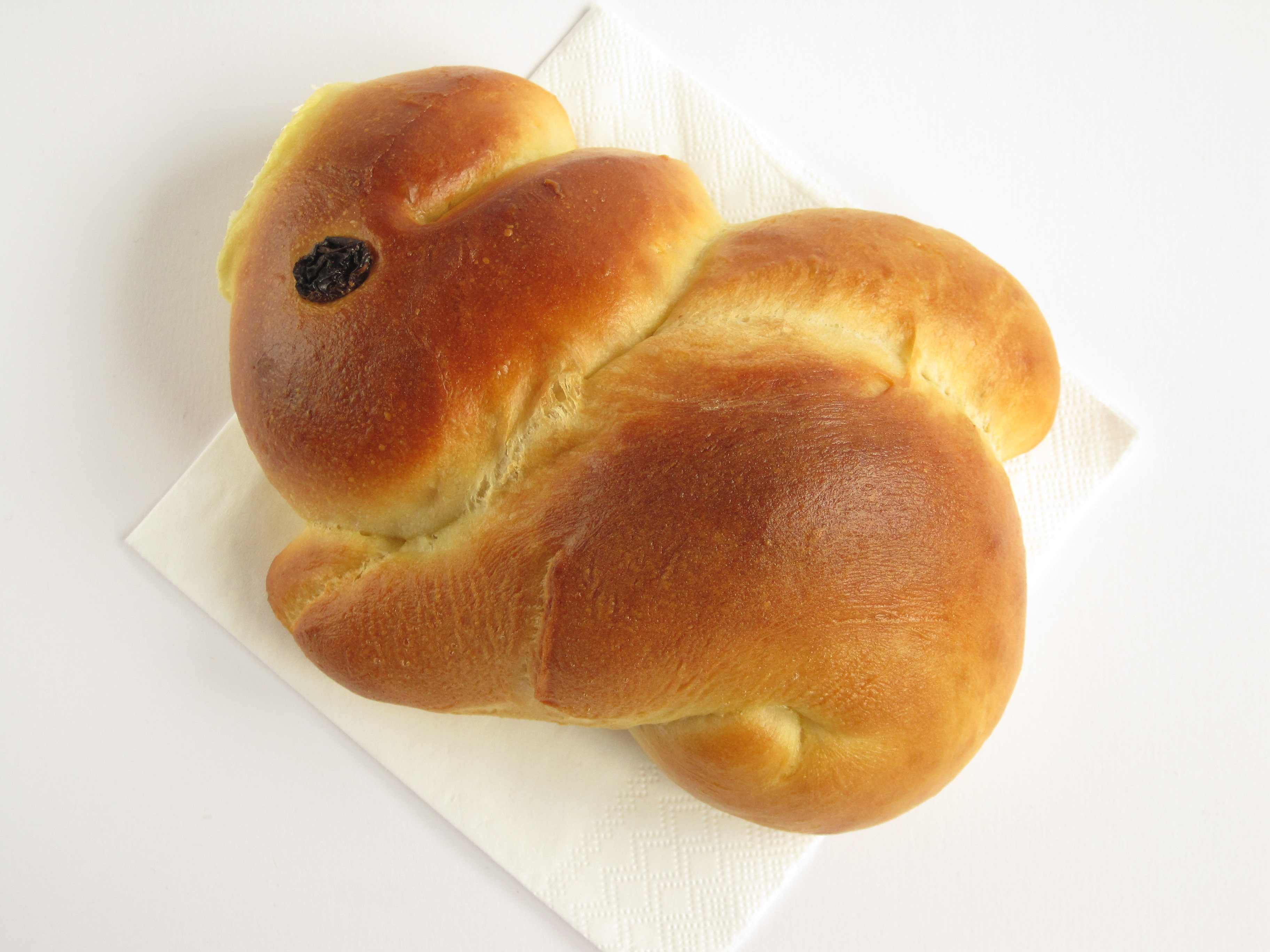
Osterhase aus Hefeteig

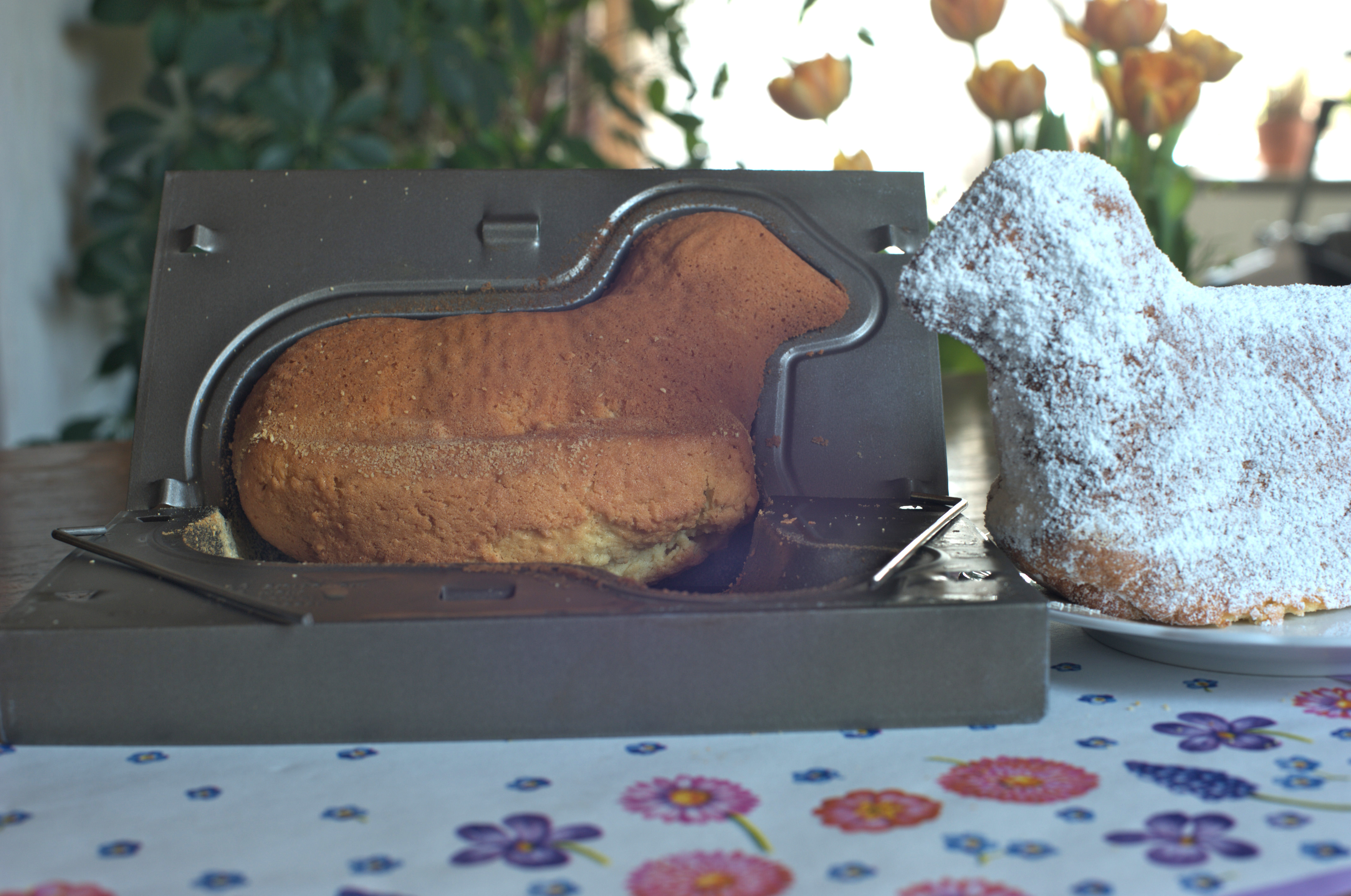
Osterlamm aus Rührteig in Backform

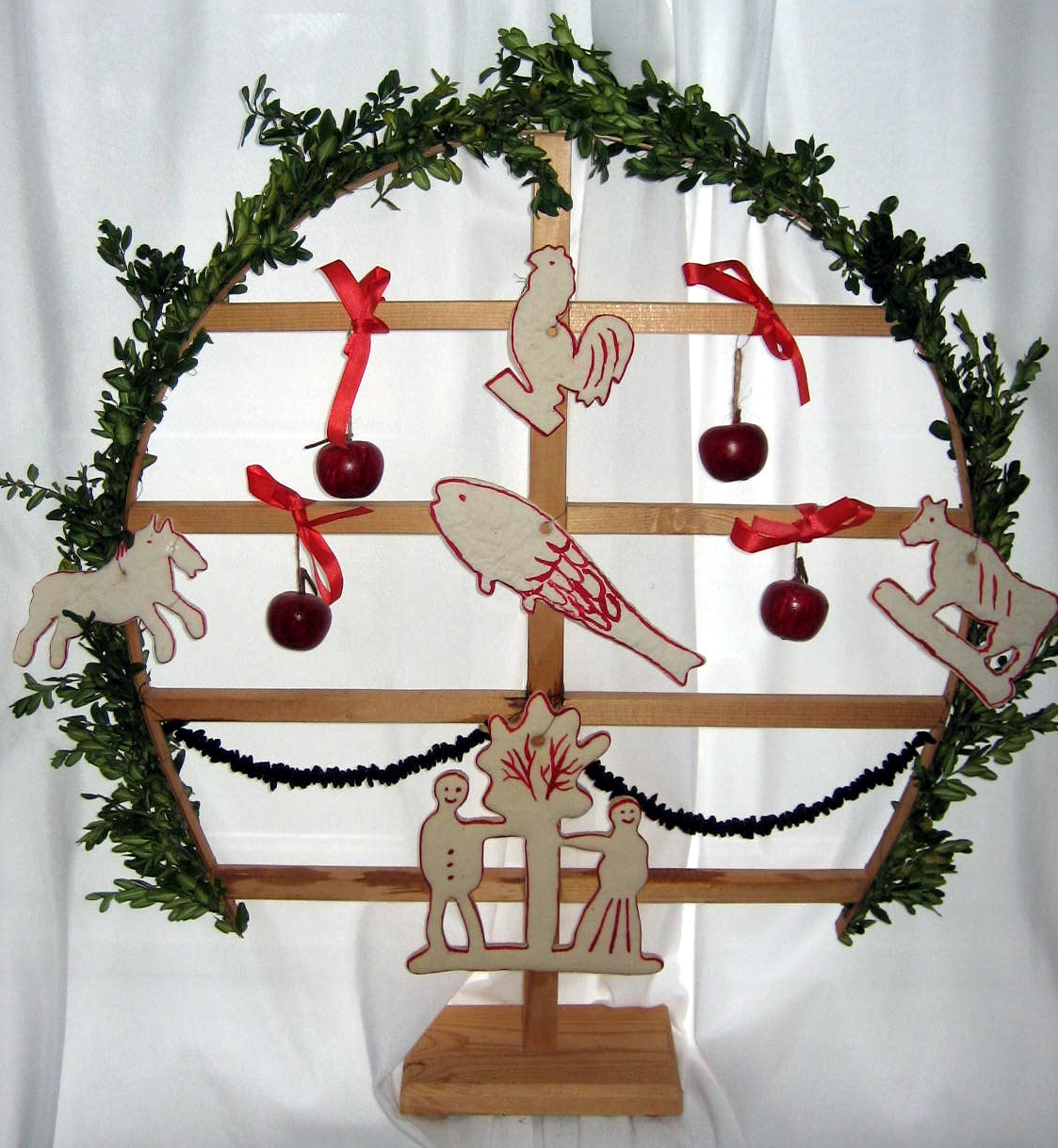
Gebäck (Kenkentjüch) am friesischen Jöölboom

- Couque de Dinant: Gebildelebkuchengebäck aus Belgien, Vorläufer der Aachener Printen
- Lebkuchenherzen
- Christbaumschmuck: Engel, Sterne, Mond und ähnliches aus Lebkuchenteig oder Salzteig
- Dresdner Christstollen
- Frankfurter Stutzweck
- Kenkentjüch, Gebildgebäck am nordfriesischen Jöölboom
- Neujahrsgebäck (z. B. Neujahrsbopp)
- Agathabrot oder Agathabrötchen zum Fest der hl. Agatha am 5. Februar
- Osterbrote
- Osterlamm mit Siegesfahne
- Reutlinger Mutschel
- die Hefeteigfigur, Stutenkerl, Weckmann, Klausenmann oder Grättimaa genannt; auch als Johannismandl zum Fest der Geburt des hl. Johannes des Täufers üblich
- Zuckermännle; Honigkuchenteig aus Sachsen
- Buntbrot von Fehmarn
- Auffahrtsvögel zu Christi Himmelfahrt
- Schöderer Vögel (in Erinnerung an die Wiederkehr der Vögel nach der Pestzeit) werden am 1. Mai in Schöder (Steiermark) gebacken
- Reformationsbrötchen
- die tschechische oder polnische Kolatsche, die bei der Hochzeit dem Brautpaar als Geschenk gereicht wurde
- Bubenschenkel (unterschiedliche, aber symmetrische Formen ohne Rosinen, in Mainz, Aschaffenburg, Steinfurth, Gelnhausen)
- Fieze-Weck (zwei zusammengebackene Brötchen aus süßem Teig, Aschaffenburg)